# Strathmoor Manor
Strathmoor Manor är en inkorporerad ort i Jefferson County i Kentucky. Vid 2020 års folkräkning hade Strathmoor Manor 351 invånare.